# Phalanta cervina
Phalanta cervina är en fjärilsart som beskrevs av Butler 1876. Phalanta cervina ingår i släktet Phalanta och familjen praktfjärilar. Inga underarter finns listade i Catalogue of Life.